# Okutamasjön

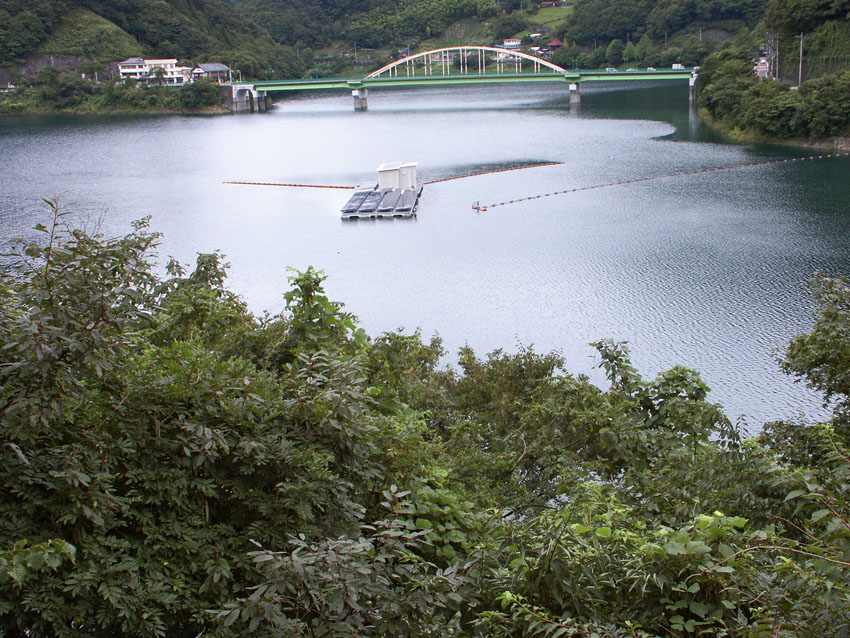
Okutamasjön

Okutamasjön (奥多摩湖 - Okutama-ko) är en konstgjord sjö i prefekturerna Tokyo och Yamanashi i Japan. Sjön är ett resultat av en uppdämning av floden Tama som blev klar 1957. Insjön är också känd som Ogōchireservoaren, efter Ogōchidammen. En kraftstation vid basen av dammen producerar elektrisk ström. Okutamasjön är också en viktig dricksvattenreservoar för Tokyoområdet.
Från väster rinner floden Taba in i sjön, och den rinner vidare ut i sjöns östra ända, där den byter namn till Tama. Från sydväst rinner floden Kosuge in i sjön. Området runt Okutamasjön är berömt för körsbärsblomning (hanami) om våren.